# Де Гузман, Джонатан
Джоната́н де Гузма́н (нидерл. Jonathan de Guzman; род. 13 сентября 1987[…], Скарборо, Онтарио) — нидерландский футболист, полузащитник клуба «Спарта».
Выступал за сборную Нидерландов с 2013 по 2015 год.

## Биография

### Клубная карьера
Джонатан де Гузман начал свою футбольную карьеру в 12 лет, попав в футбольную школу клуба «Фейеноорд». В 1999 году стал игроком основной команды «Фейеноорда». Его дебют состоялся в матче против «Херенвена». Первый мяч за «Фейеноорд» забил 30 сентября 2005 года в матче против клуба «Виллем II» на 9-й минуте. В своём первом сезоне де Гузман провёл 29 матче и забил 4 мяча в чемпионате Нидерландов сезона 2005/06, а его клуб занял третье место в чемпионате.
В апреле 2008 года Де Гузман продлил контракт в клубом до 2010 года. 31 августа 2011 перешёл в Вильярреал.
В июле 2012 года был арендован валлийским клубом «Суонси Сити». Летом 2013 года клуб продлил аренду ещё на один игровой год. В январе 2016 года игравший в итальянском клубе «Наполи» голландский атакующий полузащитник перешёл в клуб «Карпи» в качестве арендного игрока до конца сезона. Летом 2016 года Де Гузман был отдан в годичную аренду клубу «Кьево». В новом клубе Джонатан выбрал необычный для полевого игрока игровой номер «1».
6 июля 2017 года перешел в немецкий «Айнтрахт». Договор рассчитан до лета 2020 года.
19 октября 2020 года подписал однолетний контракт с греческим клубом ОФИ.
22 июля 2022 года перешёл в роттердамскую «Спарту», подписав с клубом контракт до конца сезона 2022/23.

### Карьера в сборной
Так как Де Гузман родился в Канаде, а долгое время жил в Нидерландах, то он мог выбирать за какую страну ему выступать. После того, как в феврале 2008 года Де Гузман получил нидерландское подданство, он решил выступать за сборную Нидерландов. Его решение было встречено большим разочарованием со стороны Канады, подобно случаю с Оуэном Харгривзом, который так же родился в Канаде, но решил выступать за сборную Англии. Старший брат Джонатона, Джулиан, который так же родился в Канаде, выступает за сборную Канады.
Де Гузман дебютировал в молодёжной сборной Нидерландов 26 марта 2008 года в матче квалификационного турнира к молодёжному Чемпионату Европы против Эстонии, который завершился победой Нидерландов со счётом 3:0, Джонатан сыграл значительную роль в матче.
В составе олимпийской сборной Нидерландов де Гузман дошёл до четвертьфинала Олимпийских играх в Пекине 2008, в четвертьфинале голландцы уступили будущим победителям олимпиады сборной Аргентины со счётом 2:1.

## Личная жизнь
Отец — филиппинец, а мать — уроженка Ямайки.

## Статистика

### Матчи де Гузмана за сборную Нидерландов
| Матчи де Гузмана за сборную Нидерландов | Матчи де Гузмана за сборную Нидерландов | Матчи де Гузмана за сборную Нидерландов | Матчи де Гузмана за сборную Нидерландов | Матчи де Гузмана за сборную Нидерландов | Матчи де Гузмана за сборную Нидерландов |
| --------------------------------------- | --------------------------------------- | --------------------------------------- | --------------------------------------- | --------------------------------------- | --------------------------------------- |
| №                                       | Дата                                    | Соперник                                | Счёт                                    | Голы де Гузмана                         | Соревнование                            |
| 1                                       | 6 февраля 2013                          | Италия                                  | 1:1                                     | —                                       | Товарищеский матч                       |
| 2                                       | 22 марта 2013                           | Эстония                                 | 3:0                                     | —                                       | Чемпионат мира 2014 (отбор)             |
| 3                                       | 26 марта 2013                           | Румыния                                 | 4:0                                     | —                                       | Чемпионат мира 2014 (отбор)             |
| 4                                       | 7 июня 2013                             | Индонезия                               | 3:0                                     | —                                       | Товарищеский матч                       |
| 5                                       | 11 июня 2013                            | Китай                                   | 2:0                                     | —                                       | Товарищеский матч                       |
| 6                                       | 6 сентября 2013                         | Эстония                                 | 2:2                                     | —                                       | Чемпионат мира 2014 (отбор)             |
| 7                                       | 16 ноября 2013                          | Япония                                  | 2:2                                     | —                                       | Товарищеский матч                       |
| 8                                       | 19 ноября 2013                          | Колумбия                                | 0:0                                     | —                                       | Товарищеский матч                       |
| 9                                       | 17 мая 2014                             | Эквадор                                 | 1:1                                     | —                                       | Товарищеский матч                       |
| 10                                      | 31 мая 2014                             | Гана                                    | 1:0                                     | —                                       | Товарищеский матч                       |
| 11                                      | 13 июня 2014                            | Испания                                 | 5:1                                     | —                                       | Чемпионат мира 2014                     |
| 12                                      | 18 июня 2014                            | Австралия                               | 3:2                                     | —                                       | Чемпионат мира 2014                     |
| 13                                      | 12 июля 2014                            | Бразилия                                | 3:0                                     | —                                       | Чемпионат мира 2014                     |
| 14                                      | 31 марта 2015                           | Испания                                 | 2:0                                     | —                                       | Товарищеский матч                       |

Итого: 14 матчей / 0 голов; 9 побед, 5 ничьих, 0 поражений.

## Достижения
«Фейеноорд»
- Обладатель Кубка Нидерландов: 2008

«Суонси Сити»
- Обладатель Кубка лиги: 2012/13

«Наполи»
- Обладатель Суперкубка Италии: 2014

«Айнтрахт» (Франкфурт-на-Майне)
- Обладатель Кубка Германии: 2017/18

Сборная Нидерландов
- Бронзовый призёр чемпионата мира 2014